# Jean-Marie-Joseph-Pantaléon Pelletier
Jean-Marie-Joseph-Pantaléon Pelletier, né le 27 juillet 1860 à Rivière-Ouelle et mort le 19 octobre 1924 à Québec, est un médecin et homme politique québécois.

## Biographie

### Famille et études
Il est le fils de Joseph Pelletier, cultivateur, et d'Henriette Martin. Il est le beau-frère de François-Gilbert Miville Dechêne et le neveu de Charles-Alphonse-Pantaléon Pelletier. Il étudie au Collège Saint-Anne-de-la-Pocatière puis à l'Université Laval. Il devient médecin en 1887 après des stages à Paris et New York.

### Médecin
Il commence la pratique de sa profession à l'Hospice du Sacré-Cœur, à Sherbrooke. Le 16 septembre 1889, il devient coroner du district de Saint-François.
Lors de la Rébellion du Nord-Ouest, il est lieutenant au sein du 9e régiment de Québec. Il est chirurgien et capitaine du 11e régiment de hussards, puis premier lieutenant-colonel du 54e régiment de Sherbrooke.

### Carrière politique
Il est élu député de Sherbrooke sous la bannière libérale lors des élections québécoises de 1900. Il est réélu, sans opposition, aux élections de 1904 et 1908. Il occupe le poste d'orateur de l'Assemblée législative du Québec du 2 mars 1909 au 7 août 1911. On le nomme alors à la tête de la nouvelle Agence générale du Québec à Londres. Il est inhumé au cimetière Notre-Dame-de-Belmont.